# Cossutia
Cossutia entstammte dem römischen Geschlecht der Cossutii, das dem Ritterstand angehörte. Sie war die erste Verlobte oder Ehefrau des jugendlichen Gaius Iulius Caesar.
Caesar war noch keine 16 Jahre alt, als er von seinem Vater mit Cossutia verlobt wurde. Nach dem frühen Tod seines Vaters löste Caesar aber 84 v. Chr. die Verbindung mit Cossutia wieder auf, um eine Ehe  mit Cornelia, der Tochter Lucius Cornelius Cinnas, eingehen zu können. Cossutias weiteres Schicksal ist unbekannt.